# Holocryptis interrogationis
Holocryptis interrogationis är en fjärilsart som beskrevs av Pierre E.L. Viette 1957. Holocryptis interrogationis ingår i släktet Holocryptis och familjen nattflyn. Inga underarter finns listade i Catalogue of Life.